# Mchenga
Mchenga és un gènere de peixos de la família dels cíclids i de l'ordre dels perciformes.

## Distribució geogràfica
És endèmic del llac Malawi (Àfrica oriental).

## Taxonomia
- Mchenga conophoros (Stauffer, LoVullo & McKaye, 1993)[3]
- Mchenga cyclicos (Stauffer, LoVullo & McKaye, 1993)[3]
- Mchenga eucinostomus (Regan, 1922)[4]
- Mchenga flavimanus (Iles, 1960)[5]
- Mchenga inornata (Boulenger, 1908)[6]
- Mchenga thinos (Stauffer, LoVullo & McKaye, 1993)[3][7][8][9]